# جنگ همه علیه همه

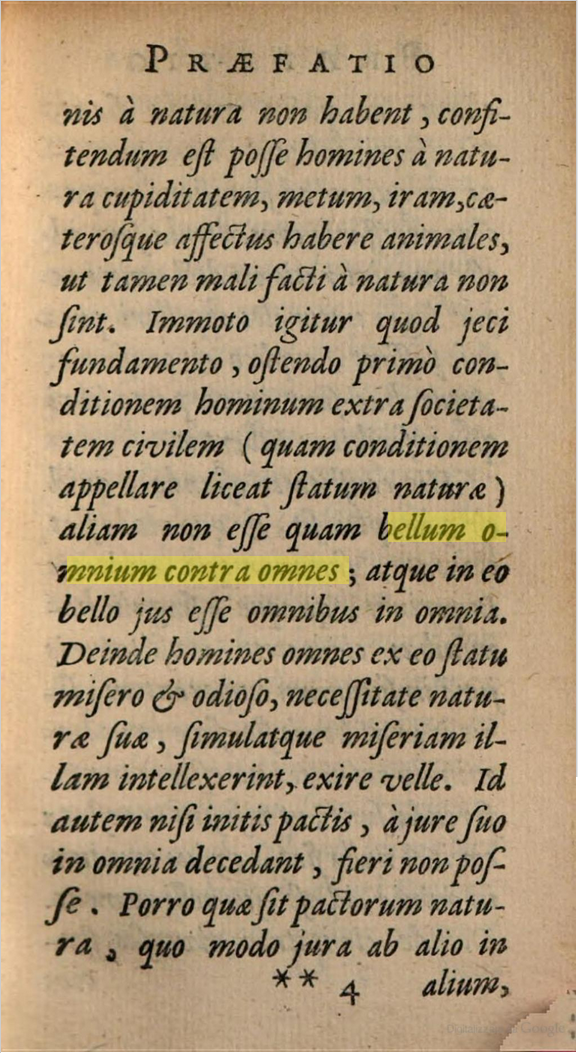
همه علیه همه

جنگ همه علیه همه (به لاتین: Bellum omnium contra omnes) عبارتی است که توماس هابز فیلسوف انگلیسی در آثار خویش از جمله کتاب لویاتان Leviathan که در سال ۱۶۵۱ میلادی نوشته، به کار برده است.
از نگاه هابز، انسان، گرگ انسان است، بنابراین خشونت و ستیز در ذات او نهفته است. توماس هابز می‌گوید: زیاده‌خواهی و خودخواهی آدمیان، به «جنگ همه علیه همه» خواهد کشید و برای پیشگیری از آن چاره‌ای جز قرارداد اجتماعی و دولت مقتدر نیست. قبل از توماس هابز، پلوتس نیز به «انسان، گرگ انسان است» اشاره کرده بود.
به «جنگ همه علیه همه» کارل مارکس هم در «مسئله یهود» و نیز در نامه‌ای که ۱۸ ژوئن ۱۸۶۲ برای فردریک انگلس نوشته، (ضمن یادآوری آراء داروین) اشاره می‌کند. انگلس نیز، در نوامبر ۱۸۷۵ نامه‌ای برای «پیوتر لاوروویچ لاوروف» نوشته و با یادآوری تکامل انواع، (در بند ششم نامه)، گوشه‌ای به ایده توماس هابز بللوُم اُمنیوم کُنترا اُمنِس، و جنگ همه علیه همه، می‌زند.
فریدریش نیچه هم در کتاب در باب حقیقت و دروغ در مفهومی غیراخلاقی به موضوع «انسان، گرگ انسان است» می‌پردازد.